# Volkswagen ID.5
Volkswagen ID.5 — электрический кроссовер производства немецкого концерна Volkswagen, представленный публике в серийной версии в ноябре 2021 года. Это купеобразная версия ID.4, базирующаяся на модульной электроприводной платформе (MEB).  

## Описание
Volkswagen ID.5 был представлен в ноябре 2021 года и производится с января 2022 года на заводах Volkswagen в Цвиккау (Германия), Фошане (FAW-Volkswagen) и Аньтине (SAIC Volkswagen) в пригороде Шанхая. Он имеет низкий коэффициент лобового сопротивления (0,26), что на 0,02 меньше, чем у ID.4. Модель доступна в трёх вариантах: Pro, Pro Performance и GTX, причём в последнем используется компоновка с двумя двигателями и полным приводом. Доступны три варианта трансмиссии, хотя, в отличие от ID.4, ID.5 поставляется только с одним аккумулятором ёмкостью 77 кВт·ч. Наклонная линия крыши ID.5 уменьшает грузовое пространство, которое предлагает 549 л. с. с поднятыми задними сиденьями и 1561 л со сложенными сиденьями.  
Volkswagen ID.5 по умолчанию комплектуется самой свежей версией программного обеспечения, 3.0, которая предоставляет автомобилю функцию голосового управления (достаточно сказать «Hallo ID»). Впрочем, ПО кроссовера обновляется воздухом, что поможет внедрить другие свежие решения сразу же после их выхода. Кроме того, как и другие ID-модели, Volkswagen ID.5 оснащён функцией обмена данных с инфраструктурой и другими Volkswagen (Car2X), позволяющим получать информацию от объектов в радиусе 800 м. 
В списке оснащения значатся полуавтономный автопилот Travel Assist и ассистент с парковкой с функцией запоминания заезда, адаптивное шасси DCC, матричная головная оптика IQ.Light, 3D-кластеры задних фонарей, панорамная крыша, проекционный дисплей, климат-контроль и продвинутый тепловой насос (сохраняющий заряд батареи), а также беспроводная зарядка для смартфона. 

## Технические характеристики
|                                                                  | Pure                                                            | Pro                                                             | Pro Performance Upgrade                                         | Pro                                                             | GTX                                                    | GTX                                                    | GTX                                                    |
| ---------------------------------------------------------------- | --------------------------------------------------------------- | --------------------------------------------------------------- | --------------------------------------------------------------- | --------------------------------------------------------------- | ------------------------------------------------------ | ------------------------------------------------------ | ------------------------------------------------------ |
| Годы производства                                                | с 06.2024                                                       | 01.2022—10.2023                                                 | 01.2022—10.2023                                                 | с 10.2023                                                       | 01.2022—10.2023                                        | 10.2023—06.2024                                        | с 06.2024                                              |
| Тип двигателя                                                    | 1× Трёхфазная электрическая вращающаяся машина переменного тока | 1× Трёхфазная электрическая вращающаяся машина переменного тока | 1× Трёхфазная электрическая вращающаяся машина переменного тока | 1× Трёхфазная электрическая вращающаяся машина переменного тока | 2× Трёхфазная электрическая машина переменного тока    | 2× Трёхфазная электрическая машина переменного тока    | 2× Трёхфазная электрическая машина переменного тока    |
| Передний двигатель                                               | —                                                               | —                                                               | —                                                               | —                                                               | Асинхронная машина                                     | Асинхронная машина                                     | Асинхронная машина                                     |
| Задний двигатель                                                 | Синхронная машина с постоянным магнитом и возбуждением          | Синхронная машина с постоянным магнитом и возбуждением          | Синхронная машина с постоянным магнитом и возбуждением          | Синхронная машина с постоянным магнитом и возбуждением          | Синхронная машина с постоянным магнитом и возбуждением | Синхронная машина с постоянным магнитом и возбуждением | Синхронная машина с постоянным магнитом и возбуждением |
| Суммарная мощность                                               | —                                                               | —                                                               | —                                                               | —                                                               | 220 кВт (299 л. с.)                                    | 250 кВт (340 л. с.)                                    | 250 кВт (340 л. с.)                                    |
| Мощность переднего двигателя                                     | —                                                               | —                                                               | —                                                               | —                                                               | 70 кВт (95 л. с.)                                      | 80 кВт (109 л. с.)                                     | 80 кВт (109 л. с.)                                     |
| Мощность заднего двигателя                                       | 125 кВт (170 л. с.)                                             | 128 кВт (174 л. с.)                                             | 150 кВт (204 л. с.)                                             | 210 кВт (286 л. с.)                                             | 150 кВт (204 л. с.)                                    | 210 кВт (286 л. с.)                                    | 210 кВт (286 л. с.)                                    |
| Суммарный крутящий момент                                        | —                                                               | —                                                               | —                                                               | —                                                               | 460 Н·м                                                | 679 Н·м                                                | 679 Н·м                                                |
| Крутящий момент переднего двигателя                              | —                                                               | —                                                               | —                                                               | —                                                               | 162 Н·м                                                | 134 Н·м                                                | 134 Н·м                                                |
| Крутящий момент заднего двигателя                                |                                                                 | 235 Н·м                                                         | 310 Н·м                                                         | 545 Н·м                                                         | 310 Н·м                                                | 545 Н·м                                                | 545 Н·м                                                |
| Привод                                                           | Задний привод                                                   | Задний привод                                                   | Задний привод                                                   | Задний привод                                                   | Полный привод                                          | Полный привод                                          | Полный привод                                          |
| Снаряжённая масса                                                | 1970 кг                                                         | 2117 кг                                                         | 2117 кг                                                         | 2143 кг                                                         | 2242 кг                                                | 2242 кг                                                | 2246 кг                                                |
| Полная масса                                                     | 2490 кг                                                         | 2650 кг                                                         | 2650 кг                                                         | 2680 кг                                                         | 2750 кг                                                | 2760 кг                                                | 2760 кг                                                |
| Разгон до 100 км/ч                                               | 8,9 сек.                                                        | 10,4 сек.                                                       | 8,4 сек.                                                        | 6,7 сек.                                                        | 6,3 сек.                                               | 5,4 сек.                                               | 5,4 сек.                                               |
| Максимальная скорость                                            | 160 км/ч                                                        | 160 км/ч                                                        | 160 км/ч                                                        | 180 км/ч                                                        | 180 км/ч                                               | 180 км/ч                                               | 180 км/ч                                               |
| Ёмкость аккумулятора, брутто / нетто                             | 55 кВт·ч / 52 кВт·ч                                             | 82 кВт·ч / 77 кВт·ч                                             | 82 кВт·ч / 77 кВт·ч                                             | 82 кВт·ч / 77 кВт·ч                                             | 82 кВт·ч / 77 кВт·ч                                    | 82 кВт·ч / 77 кВт·ч                                    | 79 кВт·ч (нетто)                                       |
| Суммарный расход энергии (кВт·ч/100 км) по циклу NEFZ            | 16,1 кВт·ч                                                      | 16,2 кВт·ч                                                      | 16,2 кВт·ч                                                      | 15,8 кВт·ч                                                      | 17,1 кВт·ч                                             | 16,4 кВт·ч                                             | 16,6 кВт·ч                                             |
| Запас хода по циклу WLTP                                         | 370 км                                                          | 516 км                                                          | 521 км                                                          | 556 км                                                          | 491 км                                                 | 533 км                                                 | 534 км                                                 |
| Коэффициент сопротивления потоку (cw)                            | 0,26                                                            | 0,26                                                            | 0,26                                                            | 0,26                                                            | 0,27                                                   | 0,27                                                   | 0,27                                                   |
| Зарядка переменным током                                         | 11 кВт                                                          | 11 кВт                                                          | 11 кВт                                                          | 11 кВт                                                          | 11 кВт                                                 | 11 кВт                                                 | 11 кВт                                                 |
| Зарядка постоянным током                                         | 145 кВт                                                         | 125 кВт                                                         | 143 кВт                                                         | 135 кВт                                                         | 125 кВт                                                | 175 кВт                                                | 185 кВт                                                |
| Диаметр поворота                                                 | 10,3 м                                                          | 10,3 м                                                          | 10,3 м                                                          | 10,3 м                                                          | 11,6 м                                                 | 11,6 м                                                 | 11,6 м                                                 |
| Размер сенсорного экрана (информационно-развлекательная система) | 12,9 дюйма                                                      | 10 (12) дюймов                                                  | 10 (12) дюймов                                                  | 12,9 дюйма                                                      | 10 (12) дюймов                                         | 12,9 дюйма                                             | 12,9 дюйма                                             |
| Текущий идентификатор. Версия программного обеспечения           | 4.1                                                             | 3.7                                                             | 3.7                                                             | 4.1                                                             | 3.7                                                    | 4.0                                                    | 4.1                                                    |

## Продажи

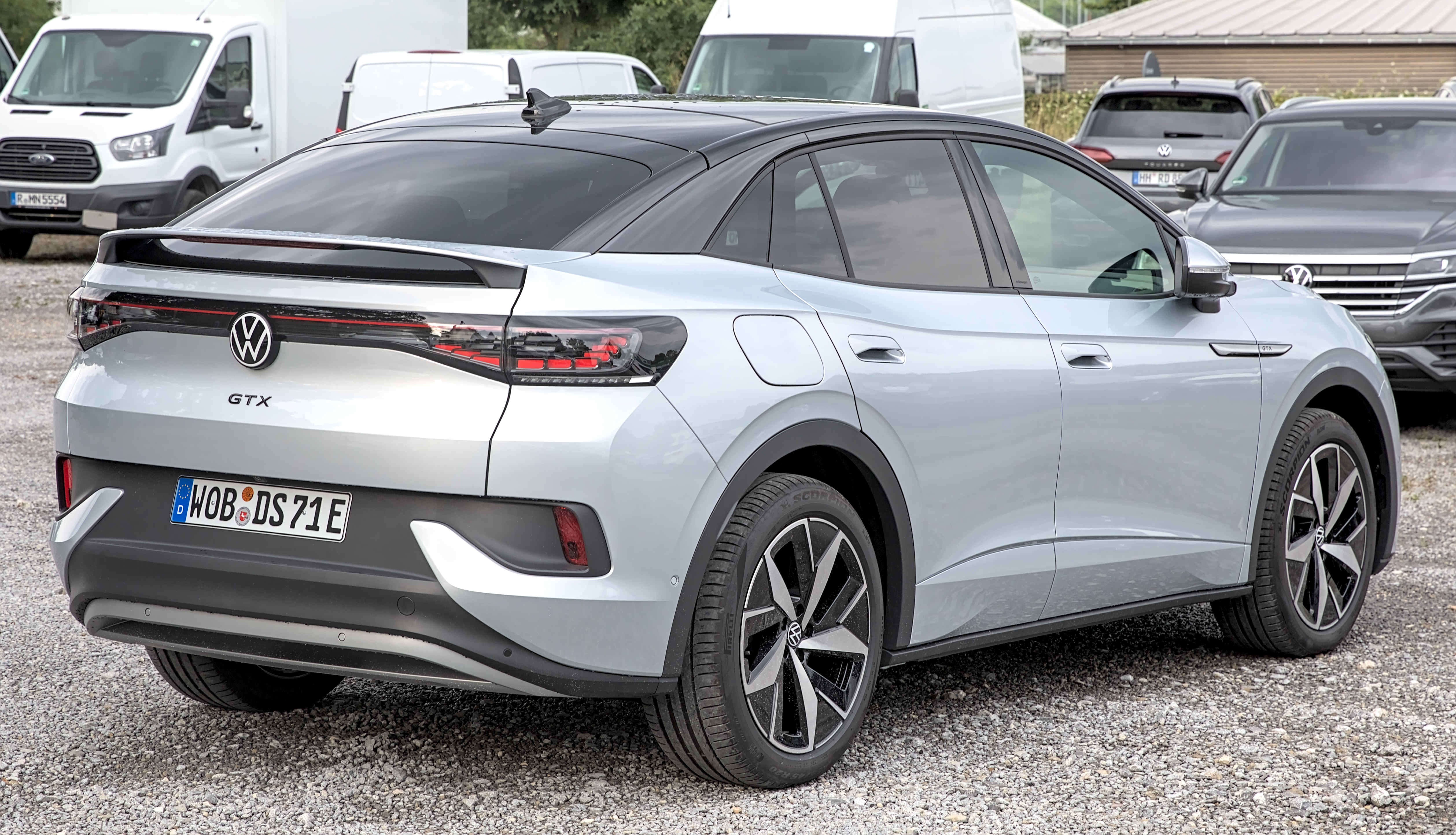
Volkswagen ID.5 GTX

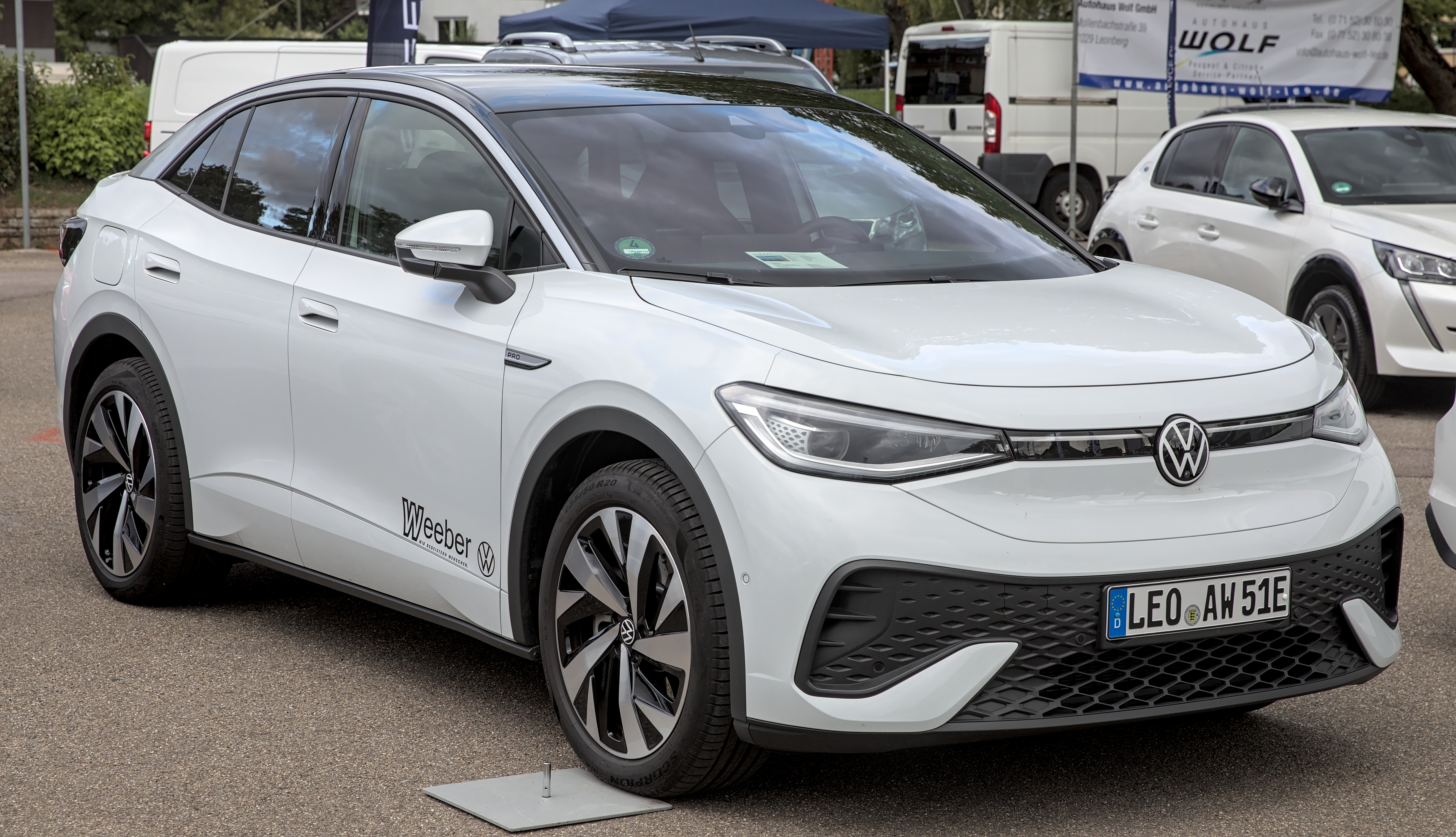
Volkswagen ID.5

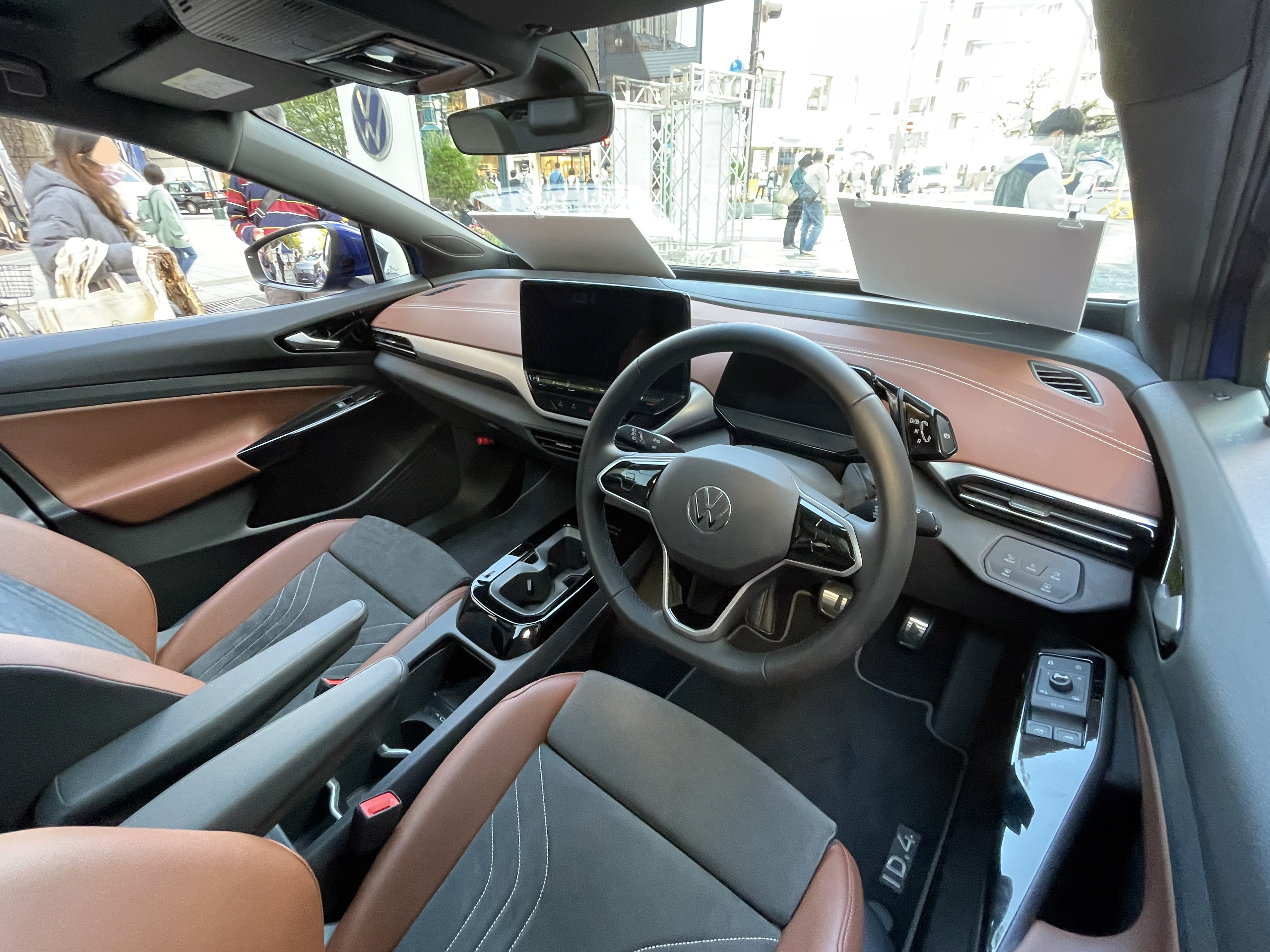
Интерьер

| Год  | Продажи | Продажи | Продажи |
| ---- | ------- | ------- | ------- |
| 2022 | Европа  | 19.597  |         |